# Шабанов, Всеволод Александрович
Все́волод Алекса́ндрович Шаба́нов (род. 28 октября 1937, Смоленск) — советский и российский учёный в области гидротехники, ректор Самарской государственной архитектурно-строительной академии (1980—2002), кандидат технических наук, профессор, член-корреспондент РААСН, почётный строитель России, почётный работник высшего профессионального образования Российской Федерации.

## Биография
Всеволод Шабанов родился в Смоленске в 1937 году. Окончил среднюю школу в 1954 году.
В 1959 году с отличием окончил КуИСИ по специальности «Гидротехническое строительство речных сооружений и гидроэлектостанций» с присуждением квалификации «Инженер-гидротехник с правом производства общестроительных работ».
Преподавал в КуИСИ с 1963 года, сначала на кафедре сопротивления материалов и теории упругости, а затем на кафедре гидротехнических сооружений (природоохранного и гидротехнического строительства). Обучался в заочной аспирантуре МИСИ, по окончании обучения в 1969 году под руководством доктора технических наук, профессора Александра Березинского защитил кандидатскую диссертацию на тему «Исследование контрфорсных плотин с активным швом». В 1970 году присуждена учёная степень кандидата технических наук. В 1971 году присвоено учёное звание доцента.
С 1976 по 1980 годы занимал должность проректора по учебной работе. С 1980 по 2002 годы занимал должность ректора университета. В 1989 году присвоено учёное звание профессора. С 1986 по 1999 годы возглавлял кафедру природоохранного и гидротехнического строительства. После 1999 года работал в должности профессора кафедры. После 2002 года занимал различные должности в ректорате (в том числе в качестве президента университета и советника при ректорате).
В 1971—1980 годах являлся научным руководителем научно-исследовательской работы «Исследование гидротехнических сооружений и их конструктивных элементов на действие статических и динамических нагрузок». Под руководством Всеволода Шабанова и при его непосредственном участии проводились исследования по совершенствованию методов расчёта железобетонных плит крепления откосов земляных сооружений на воздействие ветровых волн с целью обеспечения надёжного выполнения природозащитных функций; исследования по разработке методов выявления источников подтопления городских территорий антропогенными водами и современных инженерных решений защиты этих территорий от подтопления; исследования по выявлению влияния хранилищ промышленных отходов на загрязнение подземных вод и разработке предложений по совершенствованию хранилищ и др.
В 1992 году избран членом-корреспондентом Российской академии архитектуры и строительных наук по отделению строительных наук.
В сферу научных интересов Всеволода Шабанова входят применение методов механики сплошной среды к задачам гидротехники; исследование методов расчёта напряжённого состояния бетонных и железобетонных плотин (в том числе арочных и контрфорсных) в составе высоконапорных гидроузлов, а также плит крепления напорных откосов; решение проблем нестационарной фильтрации; исследования потоков воды в элементах водопроводящего тракта гидротехнических сооружений с использованием физического и математического моделирования; охрана окружающей среды и др.

## Семья
Отец — Александр Дмитриевич Шабанов, кандидат технических наук (тема диссертации «Расчёт и проектирование железобетонных труб под насыпи автогужевых дорог и ирригационных каналов»), доцент кафедры гидротехнических сооружений (1970-е — 1990-е годы)
Дочь — Анна Всеволодовна Шабанова, кандидат химических наук (тема диссертации «Исследование равновесия изомеризации пергидроаценафтена, пергидрофлуорена и пергидрофеналена»), доцент, доцент кафедры природоохранного и гидротехнического строительства АСА СамГТУ

## Награды
- Орден «Знак Почёта»[3][4]
- Орден Трудового Красного Знамени[5]
- Орден Дружбы (4 марта 1998) — за многолетний добросовестный труд и большой вклад в укрепление дружбы и сотрудничества между народами[4][6]
- Почётный работник высшего профессионального образования Российской Федерации[4]
- Нагрудный знак «Почётный строитель России»[4]
- Серебряная медаль ВДНХ[4]
- Почётная грамота Министерства образования Российской Федерации[4]
- Благодарность Министерства образования Российской Федерации[4]